# Mezinárodní reakce na úmrtí papeže Františka

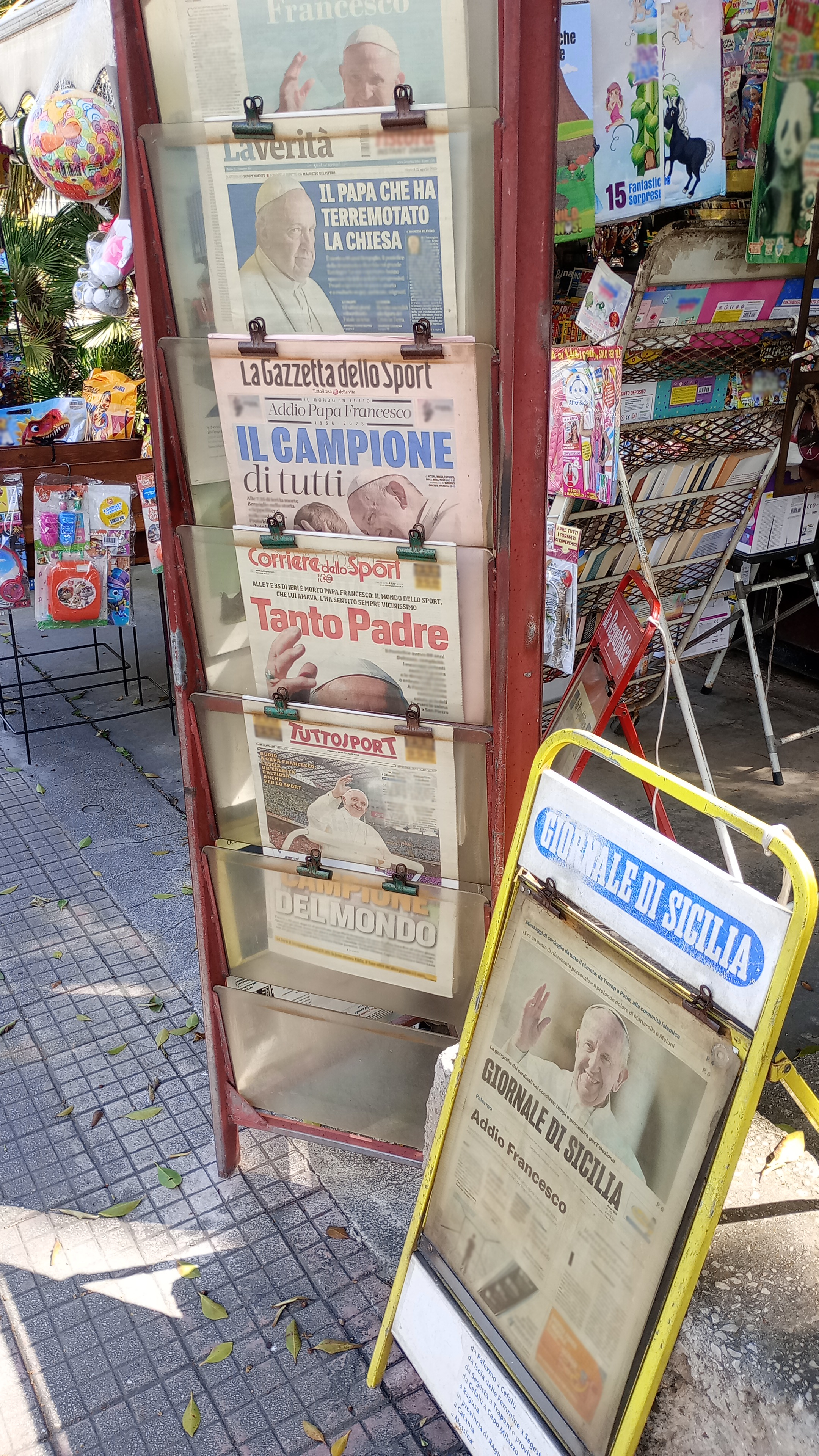
Novinový stánek ve městě Bagheria na Sicílii s novinovými titulky o úmrtí papeže Františka, 22. dubna 2025

Úmrtí papeže Františka dne 21. dubna 2025 vedlo ke mnoha reakcím napříč celým světem. Kondolence vyjádřily hlavy a vlády mnoha států, stejně tak jako vysocí představitelé katolické církve a další křesťanští a náboženští vůdci.

## Reakce státníků a vlád

### Afrika
- Alžírsko – Prezident Abdal Madžíd Tabbúní vyjádřil kondolence „Vatikánu, všem jeho institucím a všem křesťanům po celém světě“.[3]
- Angola – Prezident João Lourenço zaslal kondolenční dopis kardinálu Giovannimu Battistovi Reovi, v němž vyjádřil „bolest a zármutek“ nad úmrtím papeže a označil je za „těžkou ránu pro svět“ a nenahraditelnou ztrátu pro katolíky. Vyzdvihl také odkaz papeže Františka jako vůdce, který se proslavil svou oddaností sociální spravedlnosti, míru a obraně těch nejzranitelnějších.[4]
- Benin – Vláda Beninu vyjádřila soustrast a uvedla, že život papeže Františka bude připomínán pro jeho pokoru, blízkost k chudým a neochvějnou podporu sociální spravedlnosti, míru a mezikulturní komunikace. V prohlášení zaznělo: „Benin, země náboženské harmonie a tolerance, vzdává hold muži víry a srdce, který prosazoval univerzální hodnoty lidskosti a bratrství,“.[5]
- Burkina Faso – Prozatímní prezident Ibrahim Traoré vzdal hold papeži Františkovi a připomněl jej jako člověka, který zasvětil svůj život spravedlnosti a míru ve světě a pomoci chudým a nejubožejším. Zmínil také, že navzdory hrozbě terorismu, sužující Burkinu Faso papež nikdy nepřestal projevovat svou blízkost a soucit s touto zemí.[6]
- Burundi – Prezident Évariste Ndayishimiye vzdal hold odkazu papeže v oblasti víry, míru a lidskosti a zároveň vyjádřil soustrast katolické církvi v Burundi i po celém světě.[7]
- Čad – Prezident Mahamat Déby uctil odkaz papeže Františka, když jej označil za světového vůdce, který zasvětil celý svůj život podpoře lidských hodnot. Zdůraznil také papežovu roli oddaného náboženského vůdce, který stál při nejzranitelnějších členech společnosti a byl zapáleným obhájcem míru.[8]
- Džibutsko – Prezident Ismaïl Omar Guelleh napsal na sociální síti X, že papež František po sobě zanechává více než pouze duchovní odkaz; zanechává stopu člověka, který si cenil spravedlnosti, humanismu a bratrství. Dodal, že papež zvyšoval povědomí o potřebě míru, spojoval kultury a probouzel lidská svědomí.[9]
- Egypt – Prezident Abd al-Fattáh as-Sísí prohlásil, že papež František „byl hlasem míru, lásky a soucitu“.[10]
- Eritrea – Prezident Isaias Afwerki vyjádřil soustrast státnímu sekretáři Vatikánu Pietru Parolinovi a pochválil papeže jako člověka, jehož výjimečný život byl zasvěcen službě lidstvu a zvláště prosazování sociální spravedlnosti pro znevýhodněné skupiny.[11]
- Etiopie – Premiér Abiy Ahmed napsal na sociální síti X, že si přeje, aby „odkaz papežovy soucítivosti, pokory a služby lidstvu nadále inspiroval budoucí generace“.[10]
- Gabon – Prezident Brice Colataire Oligui Nguema vyjádřil soustrast na sociálních sítích.[12][13]
- Gambie – Prezident Adama Barrow zaslal soustrastné poselství a popsal papeže jako vizionářského vůdce, který byl plně oddán podpoře míru, světového porozumění a harmonie.[14]
- Ghana – Prezident John Mahama uvedl, že se s papežem Františkem dříve osobně setkal, a vyjádřil přesvědčení, že jeho vůdcovství a odkaz soucitu s druhými budou nadále inspirovat budoucí generace.[15]
- Guinea – Premiér Bah Oury vzdal hold památce papeže Františka, a uvedl, že stál na straně chudých a potřebných. Dodal také: „Uhasl velký hlas a velké lidské svědomí.“[16]
- Guinea-Bissau – Prezident Umaro Sissoco Embaló vyjádřil soustrast a označil papeže za „důstojného muže“. Zdůraznil, že ačkoli nelze tvrdit, že už nikdy nebude papež jako František, musíme uznat, že papež František byl mimořádným vůdcem.[17]
- Jižní Afrika – Prezident Cyril Ramaphosa prohlásil, že papež František měl „pokoru“ a hluboké odhodlání „učinit církev a svět lepším místem“.[10]
- Jižní Súdán – Prezident Salva Kiir Mayardit označil papeže Františka za „maják naděje, soucitu a jednoty“. Dodal, že během občanské války v Jižním Súdánu papežův „projev laskavosti a pokory během naší návštěvy Říma v roce 2019, kdy se sklonil a políbil nám nohy, byl pro nás, mírové partnery, zlomovým okamžikem“.[18]
- Kamerun – Prezident Paul Biya popsal papeže jako „horlivého služebníka církve“ a zaslal Vatikánu kondolence od kamerunského lidu.[19]
- Kapverdy – Prezident José Maria Neves vyjádřil soustrast a ocenil „jeho ohromný odkaz pro církev a celé lidstvo“. Premiér Ulisses Correia e Silva také vyzdvihl odkaz papeže Františka a popsal jej jako „velkého bojovníka za transparentnost, morálku v církvi, za mír, za důstojnost migrantů a za ochranu planety v souvislosti se změnou klimatu“.[20]
- Keňa – Prezident William Ruto vzdal hold papeži Františkovi jako „věrnému pastýři, morální autoritě a nezlomnému obhájci lidské důstojnosti“.[10]
- Lesotho – Král Letsie III. poslal do Vatikánu poselství soustrasti a vyjádřil uznání papeži Františkovi za jeho přínos světovému míru a mezikulturnímu dialogu.[21]
- Libérie – Prezident Joseph Boakai vzdal hold papeži Františkovi za jeho „neochvějné úsilí o obranu a ochranu lidských práv a zvyšování povědomí o důležitosti solidarity a bratrství“.[22]
- Konžská demokratická republika – Prezident Félix Tshisekedi vzdal papeži Františkovi hold jako „velkému Božímu služebníku“ a ocenil jeho život jako svědectví víry, pokory a neochvějného úsilí o mír, spravedlnost a lidskou důstojnost.[23]
- Konžská republika – Prezident Denis Sassou Nguesso vyzdvihl angažovanost papeže Františka v otázkách klimatu, migrace, míru a boje proti chudobě ve světě.[24]
- Madagaskar – Prezident Andry Rajoelina vyjádřil soustrast a připomněl si papeže Františka jako obhájce míru, chudých a znevýhodněných. Připomněl také papežovu návštěvu Madagaskaru v roce 2019.[25]
- Malawi – Prezident Lazarus Chakwera prohlásil, že papež František byl „majákem naděje, víry a lásky nejen pro katolíky, ale pro celé lidstvo“. Dále uvedl, že papež byl příkladem pro katolickou církev tím, že uskutečnil odvážné změny, jako například vydání encykliky Laudato si.[26]
- Maroko – Král Mohammed VI. zaslal kondolenční zprávu kardinálovi Giovannimu Battistovi Reovi, děkanovi Kolegia kardinálů, a připomněl papežovu návštěvu Maroka v roce 2019.[27]
- Mauricius – Premiér Navin Ramgoolam vyjádřil soustrast a pochválil papežovu „pokoru, soucit a oddanost těm nejpotřebnějším“. Vlajky země byly vztyčeny na půl žerdi na všech vládních budovách až do dne pohřbu.[28]
- Mosambik – Prezident Daniel Chapo vyjádřil svou soustrast slovy: „Kéž víra a naděje utěší zarmoucená srdce a kéž odkaz papeže Františka nadále osvětluje naši cestu.“[25]
- Namibie – Prezidentka Netumbo Nandi-Ndaitwah uvedla, že papež František „zůstane v našich vzpomínkách díky své soustředěné pozornosti věnované socioekonomickým otázkám, které trápí rozvojový svět“. Dodala, že jeho smrt „nám připomíná potřebu zdvojnásobit naše úsilí ve prospěch těch nejzranitelnějších, abychom zajistili spravedlivější a férovější lidstvo“.[29]
- Nigérie – Prezident Bola Tinubu vyzval svět, aby si vážil papežových učení a oslavil jeho odkaz. Papeže Františka označil za šampiona znevýhodněných a maják naděje pro miliony lidí.[30]
- Pobřeží slonoviny – Prezident Alassane Ouattara označil papeže za „neúnavného tvůrce míru a sociální spravedlnosti“, a ocenil jeho „oddanost vůči nejzranitelnějším členům společnosti a snahu vytvořit svět mírovější, spravedlivější a ohleduplnější k životnímu prostředí“.[31]
- Rovníková Guinea – Vláda Rovníkové Guinei vyjádřila soustrast nad úmrtím papeže Františka; generální tajemník biskupské konference ocenil jeho duchovní vedení a oddanost míru a lidské důstojnosti.[32]
- Rwanda – Prezident Paul Kagame vyjádřil soustrast a vyzdvihl papeže jako celosvětově uznávaného morálního vůdce, jehož integrita a pokora přispěly k napravení dříve napjatého vztahu mezi Rwandou a katolickou církví.[33]
- Senegal – Prezident Bassirou Diomaye Faye vyjádřil soustrast a uvedl, že svět ztratil významnou duchovní osobnost. „Papež představoval živou naději pro miliony věřících a lidí dobré vůle svým závazkem vůči nejzranitelnějším a neustálou výzvou k dialogu mezi národy a náboženstvími,“ pokračoval.[34]
- Seychely – Prezident Wavel Ramkalawan napsal, že papežova smrt otřásla celým křesťanstvím. Popsal papeže jako oddaného biskupa a pozoruhodného duchovního vůdce, který vynikal jako neústupný obhájce lidské důstojnosti tím, že reagoval na vášnivou celosvětovou potřebu spravedlnosti.[35]
- Sierra Leone – Prezident Julius Maada Bio vyjádřil soustrast a uvedl, že je zlomený žalem. Vyzval ty, kdo měli čest znát tohoto náboženského vůdce, aby „našli útěchu v našich drahých vzpomínkách na jeho vedení a soucit“ a popřál mu „věčný pokoj“.[36]
- Středoafrická republika – Prezident Faustin-Archange Touadéra podepsal 22. dubna kondolenční knihu v apoštolské nunciatuře v Bangui.[37]
- Svatý Tomáš a Princův ostrov – Prezident Carlos Vila Nova zaslal Vatikánu kondolenci, v níž uvedl, že papež František byl proslulý svou srdečností, podporou jednoduchosti, angažovaností v sociálních, environmentálních a spravedlnostních otázkách, svým vedením ve víře a svou výzvou stát se podnikateli snů spíše než správci strachu. Dodal, že František byl reformním papežem a univerzálním symbolem humanismu podporujícího chudé země.
- Svazijsko –  Jménem krále Mswatiho III., královny Ntfombi Tfwaly, vlády i občanů Svazijska vyjádřil svazijský premiér Russell Dlamini soustrast a označil úmrtí papeže za velkou ztrátu pro katolickou církev i všechny lidi dobré vůle. Papeže popsal jako symbol harmonie, soucitu a míru, jehož odkaz bude i nadále inspirovat budoucí generace.[38]
- Tanzanie – Prezidentka Samia Suluhu Hassanová vyjádřila soustrast a popsala papeže jako vůdce a učitele, který zasvětil svůj život prosazování světového míru, lidského pokroku a blahobytu.[39]
- Togo – Prezident Faure Gnassingbé vyzdvihl neochvějné úsilí papeže Františka o zachování lidské důstojnosti a pomoc nejslabším členům společnosti, což dle něj zůstane uchováno v jejich společné paměti.[40]
- Uganda – Ugandská vláda truchlila nad úmrtím papeže Františka a připomněla jeho státní návštěvu v roce 2015 jako okamžik jednoty a duchovní obnovy. Ministr Chris Baryomunsi ocenil papežovo úsilí o mír a sociální spravedlnost a poznamenal, že Uganda bude na jeho pohřbu zastoupena.[41]
- Západní Sahara – Prezident Brahim Ghali zaslal po smrti papeže Františka kondolenční zprávu kardinálovi Kevinu Farrellovi. Vyjádřil zármutek a soucit spolu s kondolencí zesnulému i celému Vatikánu.[42]
- Zambie – Prezident Hakainde Hichilema a jeho předchůdce Edgar Lungu oba vzdali hold papežovu odkazu.[43]
- Zimbabwe – Prezident Emmerson Mnangagwa popsal papeže jako „muže hluboké pokory, který stál za mírem, soucitem a spravedlností“.[44]

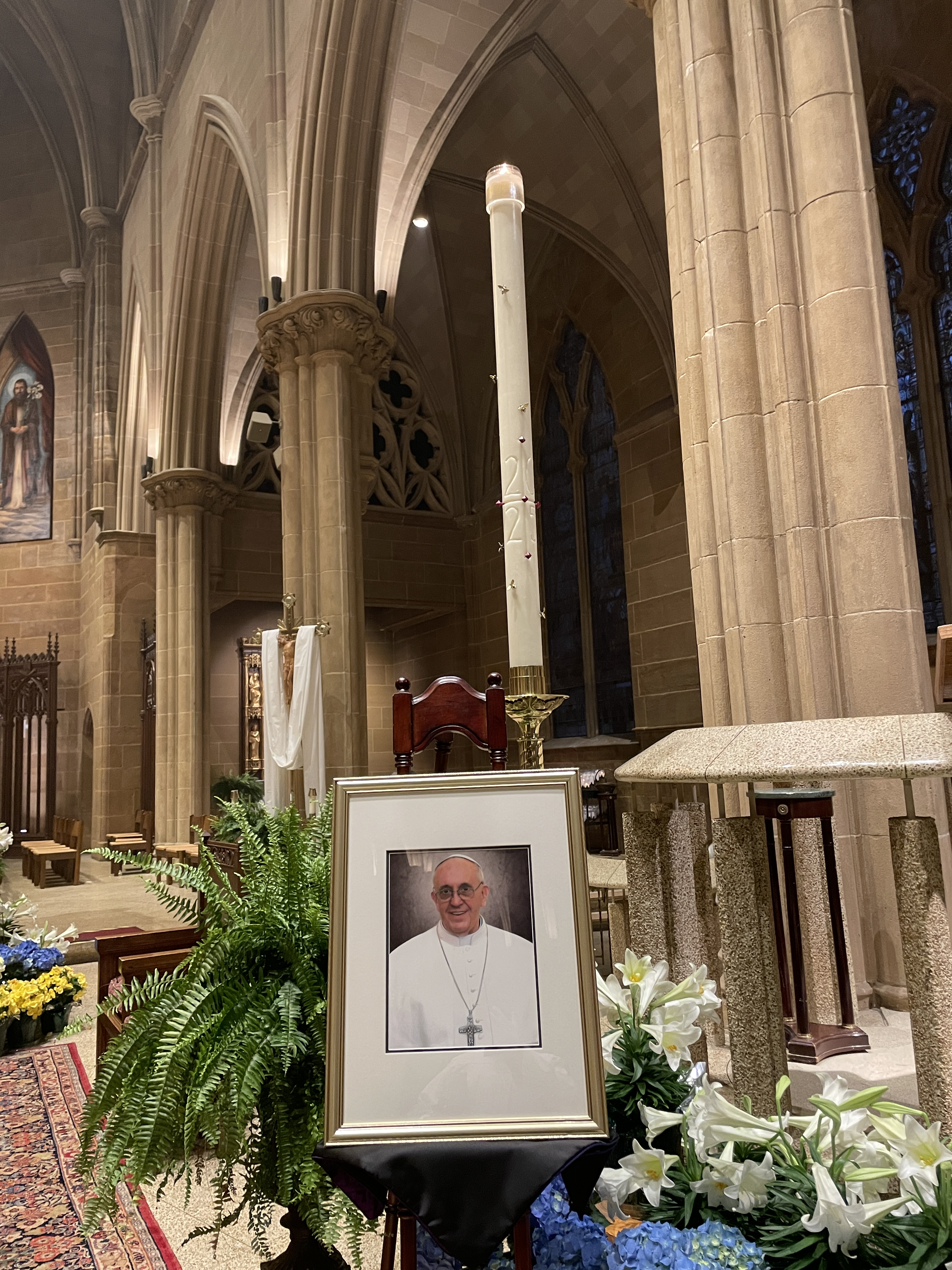
Pamětní místo ke vzpomínce na papeže Františka v katedrále sv. Josefa v Columbusu v Ohiu

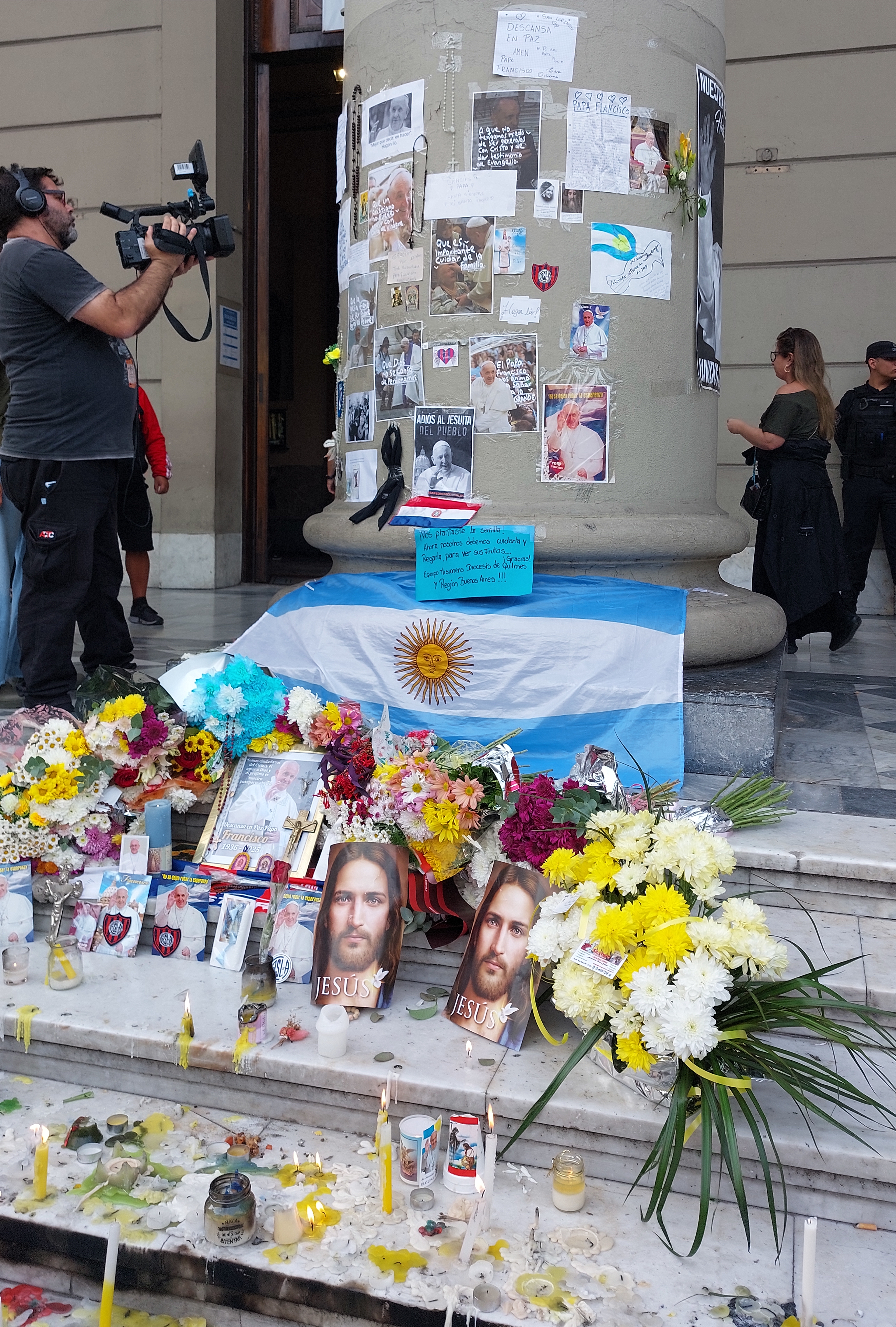
Vzpomínkové místo na papeže Františka u Metropolitní katedrály Nejsvětější Trojice v Buenos Aires, Argentina

### Amerika
- Antigua a Barbuda – Premiér Gaston Browne napsal kondolenční dopis biskupovi Robertu Llanosovi ze St. John's-Basseterre, v němž uvedl, že život papeže byl svědectvím síly pokory, milosrdenství a věčného oddání evangeliu Kristovu. Dále popsal, jak papež ztělesňoval hodnoty rozlišování, naslouchání a služebného vedení, zatímco uvnitř církve zažehl ducha soucitu a obnovy, a jak jeho oddanost sociální spravedlnosti, mezináboženskému porozumění a ochraně životního prostředí měla významný a trvalý dopad.[45]
- Argentina –  Svou soustrast vyjádřil prezident Javier Milei[46] a bývalí prezidenti Cristina Fernández de Kirchner, Mauricio Macri a Alberto Fernández, kteří stejně jako Milei poslali své kondolence a kteří se rovněž podělili se o své osobní vzpomínky na něj.[47][48]
- Bahamy – Premiér Philip Davis vyjádřil svou soustrast a uvedl, že jeho „život byl poznamenán pokorou, odvahou a hlubokým závazkem vůči lidstvu“.[49]
- Barbados – Premiérka Mia Mottleyová vyjádřila svou soustrast, označila papeže za „maják globálního morálního a strategického vedení“ a uvedla, že jeho spisy jí dodávaly odvahu během některých nejtěžších okamžiků Barbadosu.[50]
- Belize – Oficiální prohlášení belizské vlády chválilo jeho „odkaz soucitu, pokory a míru“ a zmínilo papežovo setkání s premiérem Johnnym Briceñem ve Vatikánu v roce 2024, při němž byly oslaveny dekády podpory církve v oblasti vzdělávání, zdravotnictví a sociálních služeb v Belize.[51]
- Bolívie – Prezident Luis Arce popsal papeže Františka „nejen jako vůdce katolické církve, ale i pevného přítele Velké vlasti (Patria Grande) a horlivého obránce těch nejzranitelnějších“.[52]
- Brazílie – Prezident Luiz Inácio Lula da Silva prohlásil, že papež František „neúnavně usiloval přinést lásku tam, kde byla nenávist, jednotu tam, kde byl svár, a pochopení, že jsme si všichni rovni a žijeme ve stejném domě, naší planetě, která zoufale potřebuje naši péči“.[53]
- Dominika – Premiér Roosevelt Skerrit chválil papeže Františka jako muže míru a skutečného pastýře víry. Dodal také: „Uctěme jeho odkaz pokory, soucitu a péče o nejslabší mezi námi, zatímco truchlíme nad jeho odchodem.“[54]
- Dominikánská republika – Prezident Luis Abinader vyjádřil „nejhlubší zármutek nad smrtí Jeho Svatosti“ a dodal: „Spojujeme se v modlitbách katolické církve a jejích věřících i milionů lidí po celém světě, kteří uznávají jeho vedení, odkaz míru, podporu a obranu lidských práv a jeho ušlechtilou službu těm nejpotřebnějším. Jeho památka bude žít navěky.“[55]
- Ekvádor – Prezident Daniel Noboa v prohlášení uvedl: „Dnes svět ztratil duchovního vůdce, který svou odvahou dělat věci jinak, svou jednoduchostí a svou vírou poznamenal naši éru.“ Dodal: „Z Ekvádoru se připojujeme k modlitbě s celou církví a miliony věřících, kteří dnes oplakávají papeže Františka.“[56]
- Grenada – Premiér Dickon Mitchell označil papeže Františka za služebníka, jehož život byl charakterizován spravedlností a soucitem, a který hájil práva opuštěných a vyloučených. Dodal, že miliony lidí byly jeho vedením inspirovány k tomu, aby na svět hleděly se soucitem a láskou, nikoli rozdělením.[57]
- Guatemala – Prezident Bernardo Arévalo prohlásil: „Děkujeme za všechno, papeži Františku. Ať papež milosrdenství a jednoduchosti odpočívá v pokoji.“[58]
- Guyana – Prezident Irfaan Ali označil papeže Františka jako „pastýře soucitu a svědomí“ a vyjádřil soustrast jménem vlády a gyuanského lidu. Ocenil papežův odkaz pokory, obhajoby životního prostředí a závazku k sociální spravedlnosti a mezináboženskému dialogu.[59]
- Haiti – Přechodná prezidentská rada řídící zemi vydala prohlášení, v němž nazvala papeže uznávaným duchovním vůdcem a neúnavným obhájcem lidské důstojnosti. Dále uvedla, že papež František byl hlasem spravedlnosti, soucitu a míru během celého svého pontifikátu a oslovoval srdce lidí bez ohledu na jejich víru. Jeho oddanost nejslabším členům společnosti, jeho pokora a důvěra v lidstvo zůstanou v kolektivní paměti.[60]
- Honduras – Prezidentka Xiomara Castro vyjádřila v souvislosti s úmrtím svou soustrast a zdůraznila, že papež byl velkým duchovním vůdcem, který byl soucitný vůči chudým a bojovníkem za spravedlnost, mír, a ochranu společné domoviny.[61]
- Chile – Prezident Gabriel Boric napsal na svém účtu na sociální síti X, že „zemřel papež František, který upřímně usiloval o to, aby se církev přiblížila lidem ve světě, kde duchovní život jakoby ustoupil do pozadí“, a poukázal na hodnoty „sociální spravedlnosti“, které František hájil.[62]
- Jamajka – Premiér Andrew Holness vyjádřil soustrast s tím, že papež František byl šampionem a zastáncem změny, který využil své pozice papeže k upozorňování na témata jako změna klimatu, rovnost a spravedlnost. Dodal, že miliony lidí byly přitahovány jeho přístupem a hlubší vírou v Boha díky jeho pokornému a mírumilovnému vystupování.[63][59]
- Kanada – Premiér Mark Carney popsal papeže jako „hlas morální jasnosti, duchovní odvahy a neomezeného soucitu“ a jako „svědomí světa“ a vyzdvihl jeho omluvu z roku 2022 přeživším systému kanadských indiánských internátních škol během jeho návštěvy Kanady. V samostatném prohlášení diplomatka Mary Simonová připomněla svou účast na jeho omluvě a dodala, že šířil „poselství míru, lásky a porozumění po celém světě“.[64]
- Kolumbie – Prezident Gustavo Petro popsal papeže Františka jako „velkého přítele“ a uvedl, že se po jeho smrti cítí „tak trochu sám“. Dále zdůraznil, že papež byl šampionem života a že sloužil jako duchovní vůdce.[65]
- Kostarika – Vlajky Kostariky na prezidentském paláci byly na počest papeže spuštěny na půl žerdi.[66]
- Kuba – Prezident a první tajemník komunistické strany Kuby Miguel Díaz-Canel oplakával smrt papeže Františka, poděkoval mu za jeho „blízkost“ ke Kubě a vyjádřil soustrast mezinárodní katolické komunitě i papežově rodině.[67] Poctu papežovi rovněž vzdal předchozí prezident Raúl Castro.[68]
- Mexiko – Prezidentka Claudia Sheinbaumová popsala papeže Františka jako „humanistu, který se rozhodl pro chudé, mír a rovnost“, zatímco bývalý prezident Enrique Peña Nieto (který během svého úřadu v roce 2016 přivítal papeže na jeho cestě do Mexika) vyjádřil lítost nad jeho smrtí a popsal jej jako „významného společenského vůdce“.[69]
- Nikaragua – Společné prohlášení spoluprezidentů Daniela Ortegy a Rosarii Murillové vyjádřilo smutek nad papežovou smrtí a ocenilo jej jako prvního papeže původem z Ameriky. V oficiálním prohlášení vyzdvihli jeho poselství míru a víry, navzdory minulým napětím s Vatikánem, a nabídli modlitby za jeho věčný odpočinek.[70]
- Panama – Prezident José Raúl Mulino vyjádřil soustrast a uvedl, že „papežovo působení ve Vatikánu zanechalo trvalý dojem a naplnilo srdce lidí po celém světě soucitem, uznáním a vděčností. Pokoj jeho velké duši.“[71]
- Paraguay – Prezident Santiago Peña zaslal svou oficiální kondolenci, v níž uvedl, že papež zanechal důstojný odkaz své služby a oddanosti ideálům nejzranitelnějších, který bude i nadále sloužit jako stálý zdroj inspirace.[72]
- Peru – Prezidentka Dina Boluarteová vyjádřila svou soustrast prostřednictvím ověřeného účtu prezidentského úřadu na sociální síti X a uvedla, že papež dokázal vést směřování Církve soucitem, moudrostí a optimismem.[73]
- Salvador – Prezident Nayib Bukele vyjádřil svůj zármutek nad papežovou smrtí a soustrast katolíkům doma i v zahraničí. Řekl: „Modlíme se za jeho věčný odpočinek a za útěchu pro ty, kdo ho milovali a doprovázeli během jeho života.“[74]
- Spojené státy americké – Prezident Donald Trump napsal na sociální síť Truth Social: „Odpočívej v pokoji, papeži Františku! Kéž ti a všem, kdo tě milovali žehná Bůh!“[10] Téhož dne Trump oznámil, že podepsal výkonné nařízení, kterým požádal, aby na počest papeže byly všechny federální a státní vlajky spuštěny na půl žerdi.[75] Hold papeži vzdali také bývalí prezidenti Joe Biden, Barack Obama a Bill Clinton. Biden, který se s papežem setkal během svého viceprezidentství i prezidentství, uvedl, že František „bude považován za jednoho z nejvýznamnějších vůdců naší doby“ a připomněl jeho desetiletí trvající humanitární práci v rodné Argentině.[15] Obama papeže připomněl jako „vzácného vůdce, který nás inspiroval, abychom byli lepšími lidmi“.[76] Clinton jej označil za „mimořádnou osobnost“.[77] Na sociální síti X se také vyjádřil viceprezident J.D. Vance, který se s papežem setkal den před jeho smrtí. Popsal svou vděčnost za to, že papeže měl tu možnost navštívit „i když byl očividně velmi nemocný“, a vyjádřil soustrast „milionům křesťanů po celém světě, kteří ho milovali“.[78] Kondolence poslala také portorická guvernérka Jenniffer González-Colónová.[79]
- Surinam – Prezident Chan Santokhi vyjádřil svou soustrast a nazval papeže „morálním kompasem světového společenství“. Ocenil také jeho neochvějné úsilí o spravedlnost, mír a lidskou důstojnost.[80]
- Svatá Lucie – Premiér Philip J. Pierre vzdal hold papeži Františkovi a prohlásil, že jeho poselství lásky, naděje a služby všem lidem, zejména nejchudším a nejzranitelnějším, překročilo hranice náboženství a přineslo světu větší jednotu.[81]
- Svatý Kryštof a Nevis – Premiér Terrance Drew prohlásil, že katolíci v Karibiku a Latinské Americe, zvláště pak ve Svatém Kryštofu a Nevisu, byli po zvolení papeže Františka – prvního latinskoamerického a jezuitského papeže po více než tisíci letech – naplněni hrdostí a nadějí. Dodal, že během svého pontifikátu papež neúnavně podporoval mezináboženskou harmonii a dialog, zastával se chudých a vyzýval k větší sociální spravedlnosti.[82]
- Svatý Vincenc a Grenadiny – Premiér Ralph Gonsalves popsal papeže Františka jako „papeže lidí“ a zdůraznil jeho rovný přístup k chudobě, nerovnosti a ekologickým otázkám. Připomněl také papežovu podporu malým ostrovním rozvojovým státům tváří v tvář klimatické krizi.[83]
- Trinidad a Tobago – Premiér Stuart Young vzpomínal na papeže jako na pozoruhodného a skromného vůdce, který byl dobře známý svým prosazováním mezinárodní diplomacie.[59]
- Uruguay – Prezident Yamandú Orsi vyjádřil soustrast katolické komunitě a uvedl, že papež „odešel snad právě v době, kdy ho svět nejvíce potřeboval“, a zanechal po sobě „jasné dědictví a cestu, kterou je třeba následovat“,[84] zatímco bývalý prezident José Mujica prohlásil, že „nezemřel jen neutrální papež, ale odešel příběh nábožensky založeného člověka, který byl oddán svému způsobu myšlení a cítění“.[85]
- Venezuela – Prezident Nicolás Maduro vyjádřil svou soustrast a nazval papeže Františka „pastýřem světa, bratrem Jihu a neochvějným obráncem spravedlnosti, míru a nejskromnějších“. Zdůraznil, že papež se stal významným jako neohrožený hlas odsuzující nespravedlnosti mezinárodního systému a usilující o rozvoj společnosti, která je díky tomu soucitnější a povzbuzující.[86]

### Asie
- Arménie – Premiér Nikol Pašinjan vyjádřil hluboký zármutek nad úmrtím papeže Františka a uvedl, že jeho vedení při prosazování spravedlivého a mírového světa nebude nikdy zapomenuto.[87]
- Ázerbájdžán – Prezident Ilham Alijev podle dostupných zpráv zaslal dopis kardinálu Kevinu Farrellovi, komořímu Svaté římské církve, v němž papeže chválil za jeho humanistické činy a ideologie a vyjádřil vzpomínky na jejich setkání.[88]
- Bahrajn – Bahrajnský královský dvůr vyjádřil smutek nad papežovou smrtí a vyslovil soustrast jménem krále Hamada bin Ísy Ál Chalífy.[89]
- Bangladéš – Prozatímní vláda vyjádřila soustrast nad úmrtím Františka a uvedla, že hlavní poradce Muhammad Júnus s ním spolupracoval na společných hodnotách v oblasti lidských práv.[90]
- Čína – Čínské ministerstvo zahraničních věcí vyjádřilo soustrast nad smrtí papeže Františka a uznalo pokračující konstruktivní vztahy s Vatikánem. Přestože nebyly poskytnuty přesné podrobnosti o své účasti na pohřbu, potvrdila Čína ochotu pokračovat ve zlepšování bilaterálních vztahů.[91]
- Filipíny – Prezident Bongbong Marcos uvedl, že se Filipíny připojují ke světové katolické komunitě v truchlení nad ztrátou papeže Františka. Papeže označil za „muže hluboké víry a pokory, který vedl nejen moudrostí, ale i srdcem otevřeným všem, zvláště chudým a zapomenutým“ a nazval jej „nejlepším papežem mého života“.[92]
- Gruzie – Prezidentka Salome Zurabišviliová uvedla, že její „myšlenky a pocity jsou s miliony katolíků truchlících nad úmrtím papeže Františka na Velikonoční pondělí“.[93] Premiér Irakli Kobachidze vyslovil svou soustrast a dodal, že papežův odkaz harmonie, soucitu a míru přetrvá.[94]
- Indie – Premiér Naréndra Módí uvedl, že je „hluboce zarmoucen“ smrtí papeže Františka. V Indii byly vyhlášeny tři dny oficiálního smutku a bylo nařízeno, aby všechny vlajky na vládních a veřejných budovách a místech visely na půl žerdi jako projev úcty k zesnulému pontifikovi.[10]
- Indonésie – Prezident Prabowo Subianto vyjádřil hluboký zármutek nad papežovou smrtí a uvedl, že svět ztratil vůdce, který byl hluboce oddán lidskosti, míru a bratrství. Připomněl, jak papežova návštěva Indonésie v roce 2024 hluboce ovlivnila nejen katolíky, ale vůbec všechny Indonésany. Dále ocenil hodnoty, které papež během svého pontifikátu důsledně prosazoval, jako pokora, soucit s chudými a zájem o mezináboženské a mezinárodní bratrství.[95] Bývalí prezidenti Joko Widodo a Megawati Sukarnoputri nad papežovým úmrtím rovněž vyjádřili soustrast.[96][97]
- Irák – Premiér Muhammad Šijá as-Sudání uvedl, že František bude připomínán za „službu lidskosti, podporu jednoty mezi národy a prosazování míru a nejvyšších morálních a společenských hodnot“.[98]
- Írán – Prezident Masúd Pezeškján uvedl, že František „zasvětil svůj život šíření Kristova učení a v tomto směru vynaložil účinné a trvalé úsilí“, a zdůraznil jeho roli při odsuzování izraelské invaze do Pásma Gazy.[75] Ministerstvo zahraničních věcí vyjádřilo soustrast „všem křesťanům na celém světě“.[99][100]
- Izrael – Prezident Jicchak Herzog ocenil Františkovo „nekonečné soucítění“.[10] Izraelská vláda zveřejnila na sociální síti X vzkaz: „Odpočívej v pokoji, papeži Františku. Ať je jeho památka požehnáním“, doplněný fotografií papeže u Západní zdi v Jeruzalémě; tento příspěvek byl izraelskými ambasádami po světě hojně přeposílán, ale později byl na příkaz ministerstva zahraničních věcí smazán kvůli papežovu postoji proti válce v Gaze.[101] Izrael poté nařídil odstranění dalších oficiálních kondolencí papeži, což vyvolalo pobouření a někteří to označili za urážlivé vůči katolíkům.[102] Premiér Benjamin Netanjahu opožděně vyjádřil svou soustrast 25. dubna, tedy čtyři dny po papežově smrti. BBC jeho vzkaz popsala jako „tlumený“ a „do jisté míry neosobní“.[103]
- Japonsko – Císař Naruhito a císařovna Masako vyslali velkého komořího Kóro Beššóa na apoštolskou nunciaturu v Tokiu, aby předal jejich kondolence. Premiér Šigeru Išiba vyjádřil smutek a úctu k Františkovi a dodal, že jeho úmrtí je velkou ztrátou nejen pro Vatikán a katolíky, ale i pro celou společnost.[104]
- Jemen – Prezident Rašád al-Alímí vyjádřil soustrast nad úmrtím papeže Františka a ocenil jej jako celosvětový symbol tolerance, soužití a míru. Vyzdvihl papežovu podporu humanitárním záležitostem a jeho poselství naděje jemenskému lidu.[105]
- Jižní Korea – Úřadující prezident a premiér Han Tok-su zaslal soustrastný vzkaz vatikánskému státnímu sekretáři Pietru Parolinovi, v němž uvedl: „Vláda a lid Republiky Koreje sdílí smutek katolíků po celém světě a vyslovuje srdečnou soustrast.“ Připomněl rovněž dobrý vzájemný vztah mezi papežem a Jižní Koreou, včetně jeho návštěvy v roce 2014.[106]
- Jordánsko – Král Abdalláh II. vyjádřil upřímnou soustrast křesťanům po celém světě a nazval papeže Františka „papežem lidu“, který vedl s laskavostí, pokorou a jemností.[107]
- Kambodža – Premiér Hun Manet vyjádřil soustrast a uvedl, že papež bude stále připomínán pro „své soucítění a velké úsilí o mír, spravedlnost a péči o zranitelné“.[108]
- Katar – Emír šejk Tamím bin Hamád Al Thání vyjádřil soustrast prostřednictvím telegramu zaslaného kardinálu Kevinu Farrellovi.[109]
- Kazachstán – Prezident Kasym-Žomart Kemeluly Tokajev uvedl, že papež František byl pozoruhodným duchovním vůdcem, který neúnavně pracoval na prosazování zásad spravedlnosti, soucitu a humanismu. Připomněl papežovu apoštolskou návštěvu Kazachstánu v roce 2022 jako silný symbol porozumění a tolerance.[110]
- Kuvajt – Emír šejk Mišal Al-Ahmad Al-Džábir Al-Sabáh zaslal kardinálu Giovannimu Battistovi Re kondolenční telegram, ve kterém papeže označil za symbol náboženské tolerance, smíření a odpuštění. Vyzdvihl také papežův významný přínos k podpoře míru a harmonie.[111]
- Kyrgyzstán – Prezident Sadyr Žaparov zaslal kardinálu Kevinu Farrellovi telegram se soustrastí a uvedl, že papež František hrál klíčovou roli v rozvoji humanismu, tolerance, milosrdenství, odpuštění a porozumění mezi národy.[112]
- Libanon – Prezident Joseph Aoun oplakával ztrátu „drahého přítele“ Libanonu a vyjádřil soustrast Svatému stolci. Premiér Nawáf Salám papeže rovněž označil za „pevného podporovatele“ Libanonu.[113] Hizballáh, libanonská šíitská politická strana a militantní skupina, také vyjádřila soustrast a zveřejnila prohlášení o smutku nad papežovou smrtí a zároveň ocenila jeho postoj k válce v Gaze.[114]
- Malajsie – Premiér Anwar Ibrahim vyjádřil soustrast a ocenil papežův trvalý odkaz jako morální kompas spravedlnosti, pokory a soucitu v neklidném světě. Dodal, že papežovo úsilí o ochranu životního prostředí, mezináboženské porozumění a důstojnost marginalizovaných daleko přesahovalo rámec katolické církve.[115]
- Mongolsko – Prezident Uchnaagijn Chürelsüch vyjádřil soustrast a připomněl papežovu návštěvu Mongolska v roce 2023 jako „událost mimořádného významu, která bude navždy zapsána zlatým písmem do historie“. Premiér Luvsannamsraj Ojun-Erdenej uvedl, že František „byl blízkým a váženým přítelem mongolského lidu“ a jeho návštěva znamenala „historický milník – první papežskou cestu do Mongolska (...) 777 let po vyslání poselství papeže Inocence IV. do Mongolské říše prostřednictvím Giovanniho da Pian del Carpine“.[116]
- Myanmar (Barma) – Předseda Státní správy a generál vojenské junty Min Aun Hlain vyjádřil soustrast a uvedl, že papež „bude vysoce ceněn za svou službu a oddanost Pánu i za přínos světovému míru“.Také Národní vláda jednoty Myanmaru vyjádřila soustrast, když uvedla, že papežovo soucítění s lidem Myanmaru a jeho neochvějný hlas za mír jim během jejich nejtěžších okamžiků dodával naději.[117]
- Nepál – Premiér Khadga Prasád Oli popsal papeže Františka jako celosvětový symbol míru, soucitu a spravedlnosti, jehož pontifikát zasáhl životy lidí po celém světě. Jménem Nepálu vyslovil upřímnou soustrast katolické komunitě a zdůraznil, že papežův odkaz bude připomínán pro jeho neochvějné úsilí o harmonii, pokoru a službu lidskosti.[118]
- Omán – Sultán Hajtham bin Tárik zaslal kardinálu Kevinu Farrellovi kondolenční telegram pro obyvatele Vatikánu a křesťany po celém světě.[119]
- Pákistán – Prezident Ásif Alí Zardárí uvedl, že papež František bude připomínán pro své úsilí o podporu míru, sociální spravedlnosti, mezináboženského dialogu a ochrany nejzranitelnějších komunit po celém světě.[120] Premiér Šahbáz Šaríf jej popsal jako silného zastánce harmonie a míru.[121]
- Palestina – Prezident Mahmúd Abbás, jehož vláda sídlí na Západním břehu, uvedl, že papež František byl věrným přítelem Palestinců a významně podporoval jejich práva.[122] Hamás, palestinská islamistická organizace vládnoucí v Pásmu Gazy, vydala oficiální prohlášení, ve kterém oplakává papežovu smrt a chválí jeho odsouzení probíhající genocidy v Gaze.[123]
- Saúdská Arábie – Svou soustrast vyjádřili král Salmán bin Abd al-Azíz a korunní princ Muhammad bin Salmán.[124]
- Singapur – Prezident Tharman Shanmugaratnam popsal papeže Františka jako člověka s „neochvějným soucitem, pokorou a oddaností lidstvu“, jehož poselství rezonovalo v multikulturní společnosti Singapuru. Premiér Lawrence Wong uvedl, že papežovo soucítění a vedení ovlivnilo nespočet životů a posílilo úsilí o podporu jednoty a harmonie mezi náboženstvími. Vyjádřil soustrast katolické komunitě v Singapuru i po celém světě.[125]
- Spojené arabské emiráty – Prezident a šejk Muhammad bin Zajd Ál Nahján vyjádřil soustrast a dodal, že papež zasvětil svůj život „prosazování zásad pokojného soužití a porozumění“. Viceprezident a předseda vlády šejk Muhammad bin Rášíd Ál Maktúm uvedl, že „odkaz papežovy pokory a mezináboženské jednoty bude i nadále inspirovat mnoho komunit po celém světě“.[126]
- Srí Lanka – Prezident Anura Kumara Dissanayake ocenil papežův odkaz spravedlnosti, soucitu a mezináboženské harmonie a uvedl, že svět už nebude stejný díky papežově neochvějné oddanosti lidstvu, soucitu a míru.[127]
- Sýrie – Prezident Ahmad Šara ocenil papeže Františka s tím, že stál při syrském lidu v jejich nejtěžších dobách a nikdy nepřestal upozorňovat na nespravedlnost a násilí, kterým čelili. „Jeho volání překračovala politické hranice a jeho odkaz morální odvahy a solidarity bude žít v srdcích mnohých v naší vlasti,“ dodal.[128]
- Tádžikistán – Prezident Emómalí-ji Rahmón zaslal kondolenční telegram kardinálu Giovannimu Battistovi Re, v němž uvedl, že papežovy inovativní činy a iniciativy mu přinesly mezinárodní proslulost a významný přínos ke světovému dění. Ocenil též papežův přínos k rozvoji mezikulturní komunikace a hodnot tolerance, míru a harmonie.[129]
- Thajsko – Král Mahá Vatčirálongkón zaslal kondolenční vzkaz Vatikánu, v němž uvedl, že on i královna Suthida byli papežovou smrtí zdrceni. Premiérka Petongtán Šinavatrová vzkázala, že miliony lidí ze všech vrstev společnosti byly inspirovány papežovou vytrvalou laskavostí, morální odvahou, vznešenou pokorou a neutuchající snahou o mír.[130]
- Tchaj-wan – Prezident Lai Čching-te ocenil papežovo „celoživotní úsilí o mír, globální solidaritu a péči o potřebné“.[131]
- Turecko – Prezident Recep Tayyip Erdoğan vyjádřil soustrast na sociálních sítích a popsal papeže jako „váženého státníka“ a „duchovního vůdce, který kladl důraz na dialog mezi různými náboženskými skupinami a podnikl iniciativy tváří v tvář lidským tragédiím, zejména v otázce Palestiny a genocidy v Gaze“.[132]
- Turkmenistán – Prezident Serdar Berdimuhamedow vyjádřil svou soustrast kardinálu Kevinu Farrellovi a uvedl, že každý národ si bude vždy pamatovat obrovské úsilí papeže Františka o vytváření přátelských náboženských vztahů a podporu mezinárodního míru, harmonie a jednoty.[133]
- Uzbekistán – Prezident Šavkat Mirzijojev zaslal soustrastné poselství kardinálu Kevinu Farrellovi, komořímu Svaté římské církve, a zároveň Vatikánu a katolíkům po celém světě.[134]
- Vietnam – Prezident Lương Cường zaslal svůj kondolenční dopis kardinálu Kevinu Farrellovi. Premiér Phạm Minh Chính a místopředseda vlády Bùi Thanh Sơn zaslali soustrast kardinálu Pietru Parolinovi a také Paulu R. Gallagherovi.[135]
- Východní Timor – Prezident José Ramos-Horta označil papežovu smrt za „celosvětovou ztrátu“ a vyhlásil, že státní vlajky budou staženy na půl žerdi.[100]

### Evropa
- Albánie – Prezident Bajram Begaj uvedl, že papež zanechal odkaz „soucitu, lásky a oddanosti každému člověku, každému věřícímu každého náboženství“.[136] Premiér Edi Rama vyjádřil soustrast a označil papeže za „nezapomenutelného přítele Albánie“.[137]
- Andorra – Spolukníže a biskup z Urgellu Joan Enric Vives zdůraznil, že památka papeže Františka „přetrvá díky jeho službě migrantům a chudým“ a „díky příkladu jeho života jako římského biskupa“. Premiér Xavier Espot Zamora také vyjádřil soustrast a napsal, že papež byl „velmi důležitým papežem pro katolickou církev, příkladem dobroa a plně zapojeným do velkých výzev našeho světa, jako je změna klimatu a boj proti nerovnosti“, a přál si, aby „jeho odkaz přetrval v čase“.[138][139]
- Belgie – Král Filip a královna Mathilda vyjádřili vděčnost za poctu, kterou jim papež projevil svou návštěvou jejich země, a uvedli, že sdílejí zármutek všech katolíků i všech, kteří papeže milovali a vážili si ho. Premiér Bart De Wever uctil papeže na sociální síti X latinskou frází: „Requiem aeternam dona ei, Domine, et lux perpetua luceat ei.“[140]
- Bělorusko – Prezident Alexandr Lukašenko napsal v kondolenčním poselství kardinálovi Kevinu Farrellovi, že službu papeže charakterizovala „láska ke stádu, ke všem lidem a k celému světu“. Dodal: „Jako skutečný humanista a ochránce zájmů obyčejného člověka učinil papež neocenitelný přínos k zajištění sociální rovnosti a spravedlnosti. Jeho život je svědectvím jeho hluboké víry, moudrosti a humanismu.“[141]
- Bosna a Hercegovina – Všichni tři členové předsednictva Bosny a Hercegoviny zaslali samostatná kondolenční poselství.[142]
- Bulharsko – Prezident Rumen Radev uvedl, že papež František „zasvětil svou službu míru, porozumění a jednotě mezi národy“.[143] Premiér Rosen Željazkov napsal, že papež byl skutečným přítelem Bulharska a vždy bude představovat harmonii, soucit a mír.[144]
- Černá Hora – Prezident Jakov Milatović popsal papeže Františka jako „duchovního vůdce, který inspiroval srdce věřících po celém světě“.[145]
- Česko – Prezident Petr Pavel uvedl, že František „byl především představitelem lidství v dnešním světě“, který po sobě zanechal „inspirativní odkaz, jenž přetrvá“.[146][147] Premiér Petr Fiala, který zastupoval Českou republiku na pohřbu vyjádřil svou soustrast a uvedl, že papež byl zbožným mužem, který se snažil proměnit církev tak, aby lépe naplňovala své poslání v moderní společnosti.[148]
- Dánsko – Král Frederik X. vyjádřil soustrast a popsal papeže jako člověka oddaného prosazování míru a spravedlnosti, který vždy hájil lidi žijící v ohrožených podmínkách. Premiérka Mette Frederiksenová označila papeže za „oddaného zastánce míru a spravedlnosti“ a uvedla, že papež bude připomínán pro svou neúnavnou pomoc nejchudším lidem světa.[149][150]
- Estonsko – Prezident Alar Karis zaslal soustrastné poselství, v němž papeže označil za skromného a morálního vůdce, jehož výzvy k spravedlnosti, soucitu a jednotě zasáhly daleko za hranice katolické církve.[151]
- Finsko – Prezident Alexander Stubb uvedl, že papež František „bude připomínán pro svou práci mezi chudými a jako obránce sociálně znevýhodněných“. Soustrast rovněž vyjádřil premiér Petteri Orpo.[152]
- Francie – Prezident Emmanuel Macron vzdal papeži hold a nazval ho „mužem pokory, stojícím na straně nejzranitelnějších a nejslabších“.[10]
- Chorvatsko – Prezident Zoran Milanović prohlásil, že „v dnešním světě problémů a výzev byl papež František žádaným hlasem rozumu a míru“. Premiér Andrej Plenković, který byl posledním zahraničním politickým představitelem, jenž se s Františkem setkal před jeho smrtí, uvedl, že „jeho život a duchovní cesta zanechaly nesmazatelnou stopu v moderním světě“.[153]
- Irsko – Prezident Michael D. Higgins vzdal papeži hold ve svém oficiálním prohlášení. Taoiseach Micheál Martin na sociálních sítích napsal, že „odkaz papeže Františka je poselstvím míru, usmíření a solidarity, které žije v srdcích těch, které inspiroval“.[154]
- Island – Prezidentka Halla Tómasdóttirová vzdala papeži hold a popsala ho jako „významného vůdce“, jehož vliv by měl přetrvat i v oblasti světového vedení.[155]
- Itálie – Prezident Sergio Mattarella uvedl, že smrt papeže vyvolala „bolest a dojetí mezi Italy i po celém světě“.[156] Premiérka Giorgia Meloniová označila papeže za „velkého muže, velkého pastýře“ a vyjádřila svůj zármutek.[100]
- Kosovo – Prezidentka Vjosa Osmaniová papeže Františka označila za „hlas soucitu, pokory a spravedlnosti naší doby“.[157] Premiér Albin Kurti také vyjádřil soustrast a dodal, že odkaz papeže bude „žít navždy“.[158]
- Kypr – Prezident Níkos Christodúlídés konstatoval, že papež podporoval snahy o spolupráci mezi různými národy a náboženstvími, díky čemuž se stal „pevnou oporou míru a soužití mezi národy a kulturami“.[159]
- Lichtenštejnsko – Na hradě Vaduz a na vládní budově byla na znamení úcty k papežově smrti vyvěšena vlajka na půl žerdi.[160]
- Litva – Prezident Gitanas Nausėda zaslal do Vatikánu soustrastné poselství a označil papežovu smrt za velkéou ztrátu. Vyzdvihl papeže jako otce, který se staral o celé lidstvo jako o jednu velkou rodinu, jako moudrého a blízkého přítele, inspirativního učitele a příklad čestné a radostné služby.[161] Premiér Gintautas Paluckas papežovu smrt oplákval jako velkou ztrátu pro Litvu i světovou církev a připomněl jeho státní návštěvu v roce 2018 jako hluboce duchovní a sjednocující moment pro národ.[162]
- Lotyšsko – Prezident Edgars Rinkēvičs vyjádřil svou soustrast a zdůraznil papežův význam nejen pro věřící, ale i pro širší společnost.[163]
- Lucembursko – Velkovévoda Jindřich uvedl, že papež byl „mužem velkého soucitu, který sdílel bolest a utrpení druhých“ a sloužil jako duchovní rádce i mimo církev. Soustrast vyjádřil i premiér Luc Frieden , který uvedl, že papež přispěl „k obohacení našich debat o etických, společenských a environmentálních otázkách“ a dodal, že společnost „nemůže přežít bez hodnot a zásad“.[164]
- Maďarsko – Prezident Tamás Sulyok uvedl, že papež František „mluvil jazykem lidu, kterému každý rozuměl“.[165][166] Premiér Viktor Orbán poděkoval papeži Františkovi ve svém příspěvku na Facebooku a rozloučil se s ním.[167]
- Malta – Předseda vlády Robert Abela vyjádřil soustrast jménem maltské vlády a prohlásil, že papežova „návštěva [Malty] zůstává hluboce ceněnou“. Františkův „pontifikát byl definován neúnavným úsilím o mír, silným hlasem za zranitelné a významnými reformami v katolické církvi“.[168]
- Moldavsko – Prezidentka Maia Sanduová vzdala papeži Františkovi hold se slovy: „Papež František zasvětil svůj život hodnotám lidskosti, naděje a solidarity.“[169]
- Monako – Kníže Albert II. vyjádřil soustrast jménem monacké knížecí rodiny a lidu a vzdal hold papeži jako „velkému služebníkovi lidstva“.[170]
- Německo – Prezident Frank-Walter Steinmeier označil papeže za „zářící znamení naděje“ a „muže míru“.[171] Dosluhující spolkový kancléř Olaf Scholz vyjádřil hlubokou soustrast nad ztrátou „obhájce slabých, usmiřovatele a vřelého člověka“.[172] Budoucí kancléř Friedrich Merz vzdal hold Františkovu „neúnavnému nasazení pro nejslabší ve společnosti, pro spravedlnost a usmíření“.[99]
- Nizozemsko – Král Vilém Alexandr a královna Máxima Nizozemská popsali papeže Františka jako „ztělesnění laskavosti a lidskosti“ a připomněli svou státní návštěvu Svatého stolce v roce 2017.[173] Premiér Dick Schoof uvedl, že „papež František byl ve všech ohledech mužem lidu“.[10]
- Norsko – Král Harald V. uvedl, že papež František byl „velmi respektovaným a milovaným za to, že byl vášnivým a jasným hlasem nejzranitelnějších ve společnosti“.[174] Premiér Jonas Gahr Støre popsal papeže jako „důležitý a jasný hlas pro sociální spravedlnost a lidskou důstojnost“, který „vyzýval politiky i společnost k větší odpovědnosti za ty nejzranitelnější a budoval mosty ve světě poznamenaném rozdělením“.[175]
- Polsko – Prezident Andrzej Duda uvedl, že papež František byl „veden pokorou a skromností“,[99] zatímco premiér Donald Tusk na něj vzpomínal jako na „dobrého, vřelého a citlivého člověka“.[10]
- Portugalsko – Prezident Marcelo Rebelo de Sousa ocenil Františkovu odvahu při „obhajobě lidské důstojnosti“.[176] Premiér Luís Montenegro označil Františka za „mimořádného papeže, který zanechal jedinečný odkaz humanismu, empatie, soucitu a blízkosti k lidem“.[75]
- Rakousko – Prezident Alexander Van der Bellen vyzdvihl papeže jako „průvodce naděje“ a „inspiraci pro miliony věřících i pro mnohé další“. František byl podle něj „velmi blízký lidem“ a „papežem sociální spravedlnosti“. Kancléř Christian Stocker označil jeho smrt za „bolestnou ztrátu pro katolickou církev a pro mnoho lidí na celém světě“.[177]
- Rumunsko – Úřadující prezident Ilie Bolojan popsal papeže jako „symbol pokory, soucitu a neúnavného úsilí o mír a spravedlnost“ a dodal, že byl rovněž blízkým přítelem Rumunů.[178] Premiér Marcel Ciolacu uvedl, že „papež František zůstává neúnavným zastáncem míru pro všechny lidi na světě“.[179]
- Rusko – Prezident Vladimir Putin vyjádřil Vatikánu svou soustrast a uvedl, že papež František „aktivně podporoval rozvoj dialogu mezi ruskou pravoslavnou a římskokatolickou církví a také konstruktivní spolupráci mezi Ruskem a Svatým stolcem“.[180]
- Řecko – Prezident Konstantínos Tasúlas nazval papeže „transformativním náboženským vůdcem“, jehož odkaz „bude nadále inspirovat v těžkých dobách“.[181] Premiér Kyriakos Mitsotakis vyjádřil soustrast papeži a lidem, kteří sdílejí hodnoty míru a solidarity.[182]
- San Marino – Regenti San Marina Denise Bronzettiová a Italo Righi vydali oficiální prohlášení, v němž vyjádřili „pocity pohnutí a hluboké účasti na smutku“ a označili papeže za „jednohlasně uznávanou osobnost, která poznamenala jednu epochu“. Státní tajemník Luca Beccari napsal, že „svým životem a pontifikátem zanechal Svatý otec nesmazatelnou stopu v dějinách katolické církve i celého lidstva a vynikal neúnavným úsilím o mír, sociální spravedlnost, důstojnost nejslabších a dialog mezi národy a náboženstvími“.[183][184]
- Severní Makedonie – Prezidentka Gordana Siljanovská-Davková napsala: „Papeže Františka si budu pamatovat pro jeho výjimečnou mysl, moudrost, vřelost a prostotu.“[185] Předseda parlamentu Afrim Gaši reagoval na papežovu smrt hlubokým zarmoucením a označil ji za velkou ztrátu pro lidstvo. Vyzdvihl papežův odkaz míru, spravedlnosti a mezináboženského dialogu s tím, že bude inspirovat budoucí generace k jednotě a soucitu.[186]
- Slovensko – Prezident Peter Pellegrini ve svém prohlášení napsal, že papež František "zanechal nesmazatelnou stopu v srdcích milionů lidí po celém světě" a připomněl jeho "poselství milosrdenství, solidarity a důstojnosti každého lidského života."[187] Předseda vlády Robert Fico vzdal hold papežově "neúnavné práci na poli sociální spravedlnosti a podpory míru."[188] Na den papežova pohřbu byl vyhlášen den státního smutku.[189]
- Slovinsko – Prezidentka Nataša Pircová Musarová ve svém prohlášení uvedla, že papež František "byl mostem mezi národy a náboženstvími." Premiér Robert Golob vyjádřil soustrast a ocenil papežovo "neochvějné úsilí o svět míru, spravedlnosti a solidarity."[190]
- Spojené království – Král Karel III. uvedl, že on a královna Camilla mají kvůli úmrtí papeže „tíživá srdce“ a vzdal hold Františkově „soucitnosti“ a „neúnavné oddanosti lidem víry“.[191] Předseda vlády Keir Starmer jej vyzdvihl jako „papeže chudých, utlačovaných a zapomenutých“.[192] Bývalý premiér Tony Blair, který po odchodu z úřadu v roce 2007 konvertoval ke katolické církvi, popsal Františka jako „mimořádného a oddaného služebníka katolické církve, obdivovaného jak uvnitř, tak i mimo církev pro jeho pokoru, soucit a neochvějnou oddanost křesťanské víře a službě celému lidstvu – křesťanům i nekřesťanům“.[193] Bývalý premiér Gordon Brown také vzdal hold papežovu „nesobeckému životu služby a morálnímu vedení“.[193] Na královských sídlech a vládních budovách byla na znamení úcty vyvěšena britská vlajka na půl žerdi.[10] Své kondolence zaslali také zástupci z Gibraltaru[194] a Jersey.[195]
- Srbsko – Prezident Aleksandar Vučić vyjádřil „hluboký zármutek“ nad papežovou smrtí a na sociálních sítích napsal: „Svět ztratil mimořádného duchovního vůdce, který svou apoštolskou misí šířil lásku, mír a solidaritu.“[196]
- Španělsko – Král Filip VI. a královna Letizia vyjádřili "hluboký zármutek" a ocenili papežův "nezměrný přínos pro mír, lidskou důstojnost a sociální spravedlnost." Premiér Pedro Sánchez uvedl, že papež František "zanechal nesmazatelnou stopu ve světových dějinách svou oddaností chudým a obraně lidských práv." Ocenil také papežův zájem pomáhat těm nejzranitelnějším.[10]
- Švédsko – Král Karel XVI. Gustav vzdal papeži Františkovi hold. Řekl, že „díky své přirozené charismatičnosti, hluboké pokoře a neochvějné obraně lidské důstojnosti byl významným vůdcem“.[197] Soustrast rovněž vyjádřil předseda vlády Ulf Kristersson.[198]
- Švýcarsko – Prezidentka Karin Keller-Sutterová uvedla, že papež František byl „velkým duchovním vůdcem a neúnavným obhájcem míru“.[10]
- Ukrajina – Prezident Volodymyr Zelenskyj vzdal papeži Františkovi hold a přislíbil účast na pohřbu. „Uměl dávat naději, zmírňovat utrpení prostřednictvím modlitby a podporovat jednotu“, dodal.[10]

### Oceánie
- Austrálie – Premiér Anthony Albanese popsal papeže Františka jako „oddaného zastánce a milujícího otce“ všech katolíků a dodal, že jeho smrt bude oplakávána Australany bez rozdílu vyznání.[100] Státní vlajky byly na budovách federální vlády staženy na půl žerdi. Generální guvernérka Sam Mostynová rovněž vzdala papeži hold v oficiálním prohlášení.[199]
- Fidži – Premiér Sitiveni Rabuka vyjádřil jménem svým i jménem celé země soustrast a uvedl, že Fidži stojí po boku s lidmi celého světa v tomto čase zármutku. Dodal, že generace uvnitř i mimo katolickou církev budou inspirovány odkazem víry, soucitu a služby zesnulého papeže.[200]
- Guam – Guvernérka Lou Leon Guerrero a její zástupce Josh Tenorio vydali společné prohlášení, v němž uvedli, že odkaz papeže Františka bude „nadále utvářet způsob, jakým vedeme, žijeme a navzájem se propojujeme“.[201][202]
- Nauru – Prezident David Adeang vyjádřil svou soustrast a uvedl, že papež František byl velkým pastýřem soucitu, pokory a míru. Dodal, že papežovo neochvějné volání po jednotě, laskavosti a naději, jeho neohrožený hlas pro spravedlnost a rovnost a jeho neúnavná podpora slabých a chudých inspirovaly celý svět.[203]
- Nový Zéland – Premiér Christopher Luxon popsal papeže Františka jako „muže pokory“ s odkazem „neochvějného závazku k zranitelným, k sociální spravedlnosti a k mezináboženskému dialogu“.[204] Kondolence zaslal také premiér Cookových ostrovů Mark Brown, který označil papeže za „muže hluboké pokory a neochvějné víry“.
- Papua Nová Guinea – Premiér James Marape vzdal hold papeži Františkovi jako „duchovnímu otci více než miliardy katolíků po celém světě a morálnímu hlasu svědomí v dobách globální nejistoty“.[205]
- Severní Mariany – Guvernér Arnold Palacios uvedl, že papežovo vedení církve „přineslo kulturu soucitu a morální odvahy“.[202]
- Šalomounovy ostrovy – Premiér Jeremiah Manele zaslal kondolenční zprávu monsignoru Mauro Lallimu, nerezidentnímu velvyslanci Apoštolské nunciatúry pro Šalamounovy ostrovy, v níž uvedl, že papežovo úsilí o podporu slabých a opomíjených spolu s jeho učením o lásce, naději a morální nutnosti řešit globální problémy, jako je změna klimatu, zůstává aktuální a silné. Dodal, že papežův celoživotní závazek ke církvi a k principům spravedlnosti, soucitu a jednoty je uznáván vládou Šalamounových ostrovů.[206]

## Mezinárodní organizace
- Africká unie – Předseda Komise Africké unie Mahamoud Ali Youssouf vzdal hold papežovu „odvážnému nasazení“ v Africe.[12][207]
- Commonwealth – Generální tajemnice Společenství národů Commonwealth Shirley Ayorkor Botchweyová vzdala papežovi hold ve svém prohlášení.[15]
- Evropská unie – Předsedkyně Evropské komise Ursula von der Leyenová uvedla, že papež „inspiroval miliony lidí, daleko za hranicemi katolické církve, svou pokorou a ryzí láskou k méně šťastným“.[100] Předsedkyně Evropského parlamentu Roberta Metsolaová řekla, že „jeho nakažlivý úsměv si získal srdce milionů lidí po celém světě“.[10]
- FIFA – Prezident organizace FIFA, italský fotbalový funkcionář Gianni Infantino byl úmrtím papeže „hluboce zarmoucen“ a uvedl, že papež sdílel jeho nadšení pro fotbal a zdůrazňoval důležitou roli, kterou sport hraje ve společnosti.[208]
- Liga arabských států – Generální tajemník Arabské ligy Ahmed Aboul Gheit vyjádřil nad úmrtím papeže Františka zármutek a uvedl, že papež byl „jedinečným hlasem lidstva a svědomí“, zejména v době, kdy jsou tyto hodnoty stále více ohroženy.[209]
- Mezinárodní úřad pro výstavnictví – Pavilon Polska na Expu 2025 vyjádřil jménem zúčastněných pavilonů a BIE soustrast Vatikánskému pavilonu.[210]
- MOV – Prezident Mezinárodního olympijského výboru Thomas Bach ocenil Františkovo „stálé podporování olympijských her a naší mise budovat lepší svět prostřednictvím sportu“ a vyzdvihl jeho politiku podpory uprchlíků, která ho inspirovala k vytvoření Olympijského týmu uprchlíků pro Letní olympijské hry 2016.
- Organizace spojených národů – Generální tajemník OSN António Guterres uvedl, že papež za sebou zanechal „odkaz víry, služby a soucitu se všemi – zejména s těmi, kdo byli odsunuti na okraj společnosti nebo uvízli v hrůzách konfliktů“.[75] Filippo Grandi, Vysoký komisař OSN pro uprchlíky, řekl, že papež „se neúnavně stavěl a mluvil za chudé, pronásledované, oběti válek, uprchlíky a migranty“.[154]

Hold papeži vzdala také Mezinárodní organizace pro migraci, jejíž představitelé obdivovali Františkovu oddanost pomoci migrantům a uprchlíkům.

## Náboženští lídři

### Křesťanství

#### Katolická církev
- Konference katolických biskupů Kuby vyjádřila po úmrtí papeže soustrast a vyzvala Kubánce, aby se shromáždili k modlitbám.[212]
- Předseda Konference katolických biskupů Anglie a Walesu kardinál Vincent Nichols hovořil o smrti papeže jako o události, která „přinesla obrovský smutek tolika lidem po celém světě, jak v rámci katolické církve, tak obecně ve společnosti“.[213]
- Předseda Německé biskupské konference Georg Bätzing označil Františkovu smrt za ztrátu velkého papeže, prozíravého pastýře a odvážného obnovitele poslání církve.[214]
- Italské biskupské konference v čele s předsedou Matteo Zuppim v prohlášení vnímala jeho smrt jako velmi bolestivý okamžik pro církev a vyzvala, aby se v celé zemi rozezněly kostelní zvony a začaly se modlitby na jeho počest.[75]
- Katolická biskupská konference Koreje vydala prohlášení podepsané jejím předsedou, biskupem Mathiasem Ri Iong-hoonem, v němž vyzdvihla Františkův vztah s katolickou církví v Koreji.[215]
- Předseda Polské biskupské konference arcibiskup Tadeusz Wojda SAC vyzval k modlitbám za zesnulého papeže a popsal ho jako „muže míru a smíření a poutníka naděje“.[216] Primas Polska, arcibiskup Wojciech Polak, uvedl, že Františkův pontifikát byl „velkým pontifikátem naděje“ a „církve, která je povolána vyjít k lidem“.[217]
- SMOM – Princ a velmistr Suverénního řádu maltézských rytířů John Timothy Dunlap vyjádřil soustrast a poznamenal, že papežovo „svědectví víry, jeho oddanost nejslabším, jeho neúnavné volání po milosrdenství a míru hluboce poznamenaly naši dobu a budou i nadále osvěcovat cestu církve“.[218]
- Newyorský arcibiskup, kardinál Timothy M. Dolan, uvedl: „Jak příhodné, že jeho poslední veřejné vystoupení bylo na Velikonoční neděli, kdy jsme slavili radost z Ježíšova vzkříšení, které papež František tak hluboce a oddaně miloval, a hned po našich židovských bratrech a sestrách, pro které měl papež František tak velkou lásku, skončili své slavení Pesachu.“[75]
- Předseda Katolické biskupské konference Filipín kardinál Pablo Virgilio David vyjádřil svůj šok a vyzval kostely, aby na jeho počest rozezněly své zvony.[75]
- Předseda Slovinské biskupské konference, biskup Andrej Saje řekl, že „odchodem Františka k Otci jsme neztratili pouze nejvyššího představitele katolické církve a Kristova vikáře na zemi, ale také člověka hlubokého soucitu, který se po vzoru Ježíše rozhodl pro cestu služby, lásky a pokoje“.[190]
- Kněžské bratrstva svatého Pia X. vyzvalo své členy, aby se modlili za spásu Františkovy duše.[219]

#### Ostatní denominace
- Stephen Cottrell, arcibiskup z Yorku, hovořící jménem Anglikánské církve, vzdal papeži poctu za jeho „službu chudým, lásku k bližnímu – zvláště k vysídleným, migrantům, žadatelům o azyl, jeho hluboký soucit s blahem Země a jeho snahu vést a budovat církev novými způsoby“.[220] Justin Welby, bývalý arcibiskup z Canterbury, uvedl: „Od samotného začátku svého pontifikátu byl příkladem pokory. Neustále nám připomínal důležitost služby chudým, vždy stál po boku těch, kdo čelili pronásledování a útrapám.“[1]
- Sean Rowe, předsedající biskup Episkopální církve, řekl: „Během 12 let pontifikátu papeže Františka transformoval naše teologické vnímání životního prostředí a uznal potřebu, aby se LGBTQ+ lidé cítili v církvi slyšeni, viděni a přijímáni.“[221]
- Bartoloměj I., ekumenický patriarcha konstantinopolský, vyjádřil zármutek nad ztrátou „svého bratra papeže Františka“, kterého popsal jako „věrného přítele a podporovatele Ekumenického patriarchátu, skutečného přítele pravoslaví, skutečného přítele těch nejmenších z Pánových bratří, za které často mluvil, jednal a myl jim nohy jako příklad opravdové pokory a bratrské lásky“.[222]
- Porfirije, patriarcha Srbské pravoslavné církve, vyjádřil soustrast „diecézi v Římě i celé římskokatolické církvi“ a připomněl, že papež František „byl člověkem, který budoval mír a porozumění mezi lidmi a národy se zvláštní touhou podporovat spolupráci s pravoslavnými církvemi“.[223][224]
- První předsednictví Církve Ježíše Krista Svatých posledních dnů vyjádřilo svou soustrast a ocenilo Františkovo „odvážné a soucitné vedení“.[225]
- Kirsten Fehrsová, předsedkyně Rady Evangelické církve v Německu, uvedla, že „jeho lidská přístupnost a upřímná pokora byly hluboce působivé“ a ocenila jeho „pozornost vůči bídě ve světě“.[226]
- Anne Burghardtová, generální sekretářka Světové luterské federace, vzdala poctu jeho účasti na pokroku v oblasti ekumenismu a jeho „soucitné službě ostatním“.[226]
- Heinrich Bedford-Strohm, předseda Ústředního výboru Světové rady církví, označil papeže za inspiraci k pokračování práce „pro spravedlnost, smíření a jednotu“. Generální sekretář Jerry Pillay popsal jeho pontifikát jako „církev chudých, pro chudé“.[226]
- Mihailo Dedeić z Černohorské pravoslavné církve uvedl, že jeho církev bude truchlit „nad odchodem Svatého otce Františka, velkého apoštola jednoty křesťanů a obrany stvoření“.[227]
- Primas Epifanij I. z Ukrajinské pravoslavné církve vyjádřil zármutek nad papežovým odchodem a označil jej za oddaného služebníka Božího a zdůraznil jeho „péči o osud Ukrajinců trpících ruskou agresí“.[228]

### Islám
- Komunita Ahmadíja v čele s Mirzou Masroorem Ahmadem, chalífou islámského mesiášského hnutí, vyjádřila soustrast nad Františkovou smrtí. Ahmad jej nazval mužem, který „se snažil budovat mosty mezi lidmi různých vyznání a přesvědčení“. Připomněl papežovo „vřelé“ a „milé“ přijetí zástupců Ahmadíje ve Vatikánu a vyjádřil soustrast jménem celé komunity všem následovníkům katolické církve.[229]
- Komunita nizárijských ismáílíjů – imám Aga Khan V. ocenil Františkův „odvážný postoj při obraně hodnot soucitu a služby druhým“ a vyjádřil svou soustrast a modlitby.[230]
- Ahmed el-Tayeb, velký imám z Al-Azharu, popsal papeže Františka jako „svého bratra v lidství“ a ocenil ho za „podporu věcí slabých a podporu dialogu mezi různými náboženstvími a kulturami“.[231]
- Velký ajatolláh Alí Sistání, vůdce šíitské muslimské komunity v Iráku, uvedl, že papež dosáhl „vysokého duchovního postavení mezi mnoha národy světa“ a že byl celosvětově respektován, přičemž připomněl jejich setkání v iráckém městě Nadžaf.[98]
- Chems-Eddine Hafiz, rektor Velké mešity v Paříži, vzdal poctu papeži jako „ikonické postavě mezináboženského dialogu a lidského bratrství“, která „naši dobu poznamenala svou lidskostí“.[3]
- Baba Mondi, dedebaba Bektášího řádu, vyjádřil uznání za Františkovu spolupráci na „bratrském soužití“.[232]

### Buddhismus
- Dalajláma napsal ve svém vyjádření, že „papež František se zasvětil službě druhým a svým vlastním jednáním neustále ukazoval, jak žít jednoduchý, ale smysluplný život“.[233]
- Ariyavongsagatanana IX., nejvyšší patriarcha Thajska, napsal: „Nyní Svatý otec opustil tento svět, překonal strasti těla a rozloučil se se svými přáteli v lidské říši. Přesto zůstává trvalé ovoce jeho soucitu: odkaz dobré vůle, který neúnavně rozséval a který i nadále vzbuzuje hlubokou úctu mezi lidmi všech národů a vyznání.“[234]
- Hsin Bau, hlavní opat buddhistického řádu Fo Guang Shan na Tchaj-wanu, vyjádřil soustrast a podělil se o své vzpomínky na svou návštěvu ve Vatikánu v roce 2023, když poznamenal: „Kéž [František] znovu přichází silou přání, aby dál inspiroval lidstvo k budování lepšího a mírovějšího světa“. [235]

### Hinduismus
- Rajan Zed, prezident Univerzální společnosti hinduismu, vyzval představitele různých náboženství, aby se spojili v modlitbě za papeže Františka. Uznal papežovo úsilí prosazovat hodnoty jako soucit, inkluzi a morální odvahu a vyzval k modlitbám podporujícím jeho uzdravení a pokračující roli jako globální náboženské autority.[236]

### Judaismus
- Pinchas Goldschmidt, prezident Konference evropských rabínů, uvedl, že František projevil „neochvějné odhodlání prosazovat mír a dobrou vůli po celém světě“.[1]

## Domorodé skupiny
- Metis National Council – Když se bývalá prezidentka Metis National Council Cassidy Caron ohlížela za vedením delegace Métisů přeživších z rezidenčních škol do Vatikánu v březnu 2022, poznamenala, že papež František byl „muž, který byl laskavý, hluboce dojatý našimi příběhy a který vždy upřímně chtěl udělat správnou věc.“ Caron také uvedla, že papežova omluva byla „silná“, ale že práce na smíření musí pokračovat.[237]
- Prezident organizace Inuit Tapiriit Kanatami sdružující Inuity Natan Obed uvedl, že „vztah, který (my Inuité) máme s katolickou církví, je komplikovaný, ale nemám žádné špatné pocity vůči papeži Františkovi; pustil se do práce na smíření, podle mého názoru se postavil proti vlastním církevním zásadám a vůdcům ve Vatikánu, a za to mu budu vždy vděčný.“ Obed poznamenal, že při pohledu na papeže, jak se setkává s „Inuity a Métisy, bylo vidět, že měl lidskost vůči nám všem, že jeho lidskost byla v jeho empatii, laskavosti a schopnosti naslouchat.“
- Náčelnice Assembly of First Nations Cindy Woodhouse Nepinaková prohlásila: „dnes jsme ztratili spojence“ a že se připojuje k „lidem z celého světa v truchlení nad touto velkou ztrátou papeže Františka, naslouchal nám, naslouchal našim přeživším.“ Připomněla, že „historie katolické církve s Prvními národy je velmi dlouhá a negativní, zejména v souvislosti s rezidenčními školami, ale myslím, že papež František otevřel novou kapitolu uzdravování vztahů.“ Uvedla, že mnozí příslušníci Prvních národů papežovu omluvu přijali, ovšem že „někteří stále ne a že stále se s tím stále vyrovnávají.“ Vyjádřila také povzbuzení, aby církev splnila papežův slib vrátit domorodé artefakty a ceremoniální předměty zpátky do Kanady.[238]

## Ostatní
- Italská fotbalová federace, organizace spravující ligy asociovaného fotbalu v Itálii, oznámila odložení pondělních zápasů.[239] Fotbalový klub Inter Milán vyjádřil svou soustrast a označil zesnulého papeže za „muže víry, pokory a dialogu, který dokázal promluvit k srdci každého“.[240] Klub AS Řím označil papežovo úmrtí za „ztrátu, která hluboce zarmoutila naše město i celý svět“.[241]
- Argentinská fotbalová asociace oznámila, že všechny zápasy plánované na 21. dubna budou odloženy.[239] San Lorenzo de Almargo, fotbalový klub, jehož fanouškem a podporovatelem byl papež František, vyjádřil lítost nad úmrtím ve svém prohlášení: „Od Maria Jorgeho Bergoglia k Františkovi existovala jedna věc, která se nikdy nezměnila: jeho láska ke Ciclónu. Zahaleni hlubokým zármutkem dnes ze San Lorenza říkáme sbohem Františkovi: sbohem, děkujeme a navždy na shledanou! Budeme spolu na věčnost.“[242]
- Anne Barrett Doyleová, spoludirektorka skupiny Bishop Accountability, která sleduje sexuální zneužívání duchovními, uvedla, že papež František „byl majákem naděje pro mnoho zoufalých a marginalizovaných lidí světa. Ale to, co jsme od tohoto papeže nejvíce potřebovali, byla spravedlnost pro vlastní raněné církve, děti a dospělé sexuálně zneužívané katolickými duchovními. V této oblasti, kde měl František nejvyšší moc, odmítl provést nezbytné změny.“[75]
- Brazílie – Centrální odborová ústředna pracovníků (CUT), největší brazilská odborová organizace, vyjádřila soustrast s papežem a uvedla: „Vyjadřujeme upřímné poděkování za jeho modlitby a slova podpory pracovníkům po celou dobu jeho pontifikátu“ a dodala, že František byl „velkým hlasem sociální spravedlnosti“.[243]
- Rod Wittelsbachů uvedl: „spolu se všemi věřícími truchlíme nad ztrátou papeže Františka“. Vyjádřil vděčnost za to, že někteří členové rodu mohli přijmout papežovo poslední velikonoční požehnání Urbi et Orbi.[244]
- Princezna Markéta, ochránkyně rumunské koruny, zaslala jménem královského domu a rodiny dopis soustrasti kardinálu Giovannimu Battistovi Re. V dopise uvedla: „Papež František I. pro nás nebyl jen symbolem, ale živým příkladem víry, lidskosti, oddanosti a milosti pro lidi na celém světě, bez ohledu na jejich náboženství, zejména pro ty, kdo byli v nouzi. Svrchovaný pontifik měl Rumunsko ve svém srdci a my jsme měli jeho v tom našem.“[245]

Minuta ticha byla držena při zápase skotské Premier League mezi Celticem Glasgow a Dundee United.

## Období smutku

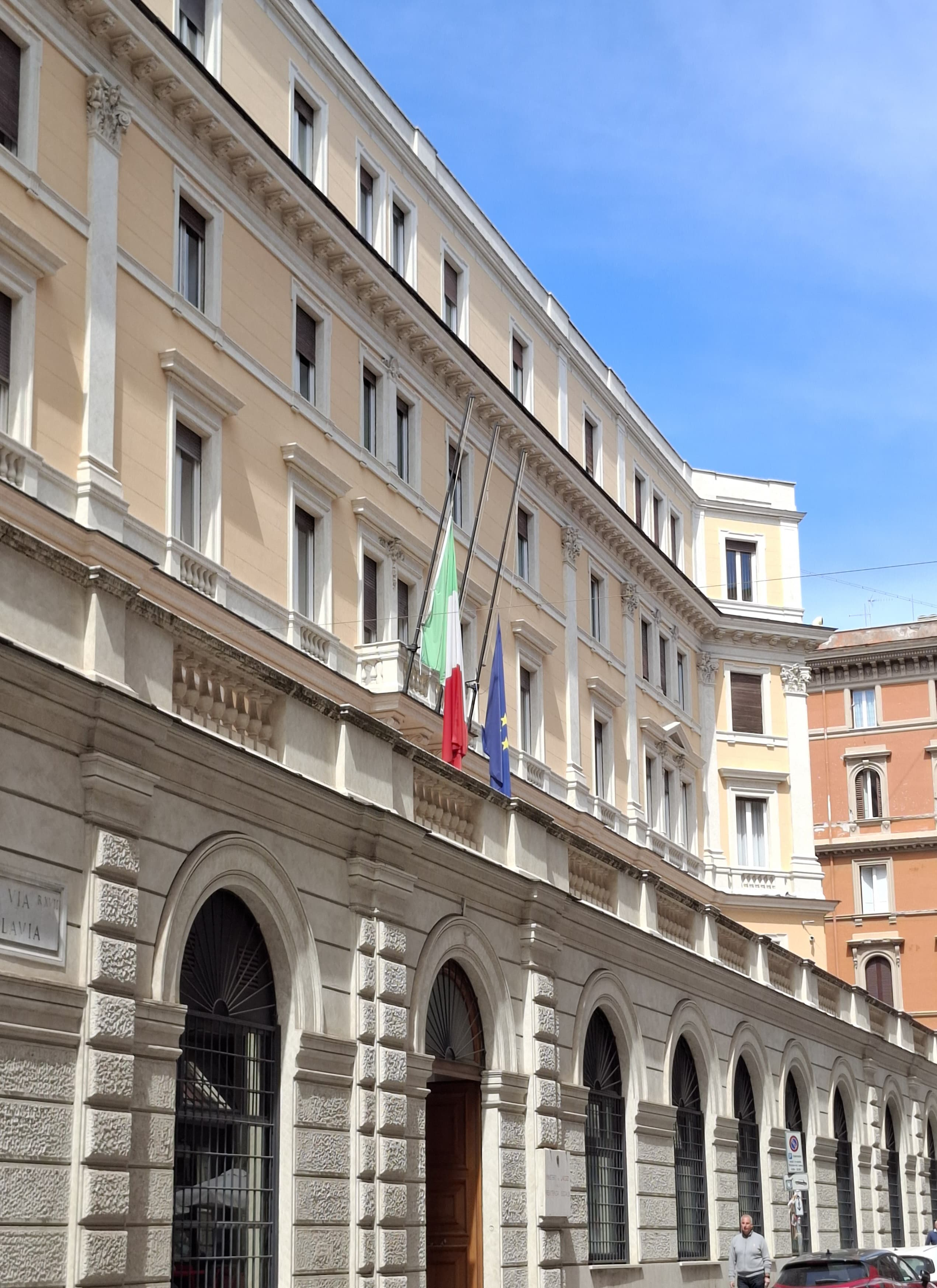
Vlajky Itálie a EU svěšené na půl žerdi v rámci státního smutku

Podle zvyklosti Svatý stolec dodržuje devítidenní období smutku (tzv. novéna), které začalo dnem pohřbu Františka dne 26. dubna 2025 a končí 4. května. Některé státy rovněž vyhlásily na svých územích státní smutky.
| Země                         | Počet dní smutku | Kalendářní dny        |
| ---------------------------- | ---------------- | --------------------- |
| Vatikán                      | 9                | 26. dubna – 4. května |
| Argentina                    | 7                | 22. – 28. dubna       |
| Brazílie                     | 7                | 22. – 28. dubna       |
| Východní Timor               | 7                | 22. – 28. dubna       |
| Portoriko                    | 6                | 21. – 26. dubna       |
| Itálie                       | 5                | 22. – 26. dubna       |
| Paraguay                     | 5                | 22. – 26. dubna       |
| Svatý Tomáš a Princův ostrov | 5                | 22. – 26. dubna       |
| Kostarika                    | 4                | 21. – 24. dubna       |
| Filipíny                     | 4                | 23. – 26. dubna       |
| Seychely                     | 4                | 22. – 24. a 26. dubna |
| Chile                        | 3                | 22. – 24. dubna       |
| Kuba                         | 3                | 22. – 24. dubna       |
| Dominikánská republika       | 3                | 22. – 24. dubna       |
| Ekvádor                      | 3                | 22. – 24. dubna       |
| Guatemala                    | 3                | 22. – 24. dubna       |
| Libanon                      | 3                | 22. – 24. dubna       |
| Jordánsko                    | 3                | 22. – 24. dubna       |
| Panama                       | 3                | 22. – 24. dubna       |
| Peru                         | 3                | 22. – 24. dubna       |
| Španělsko                    | 3                | 22. – 24. dubna       |
| Venezuela                    | 3                | 22. – 24. dubna       |
| Indie                        | 3                | 22., 23. a 26. dubna  |
| Rovníková Guinea             | 3                | 23. – 25. dubna       |
| Palestina                    | 3                | 23. – 25. dubna       |
| Thajsko                      | 3                | 23. – 25. dubna       |
| Bangladéš                    | 3                | 24. – 26. dubna       |
| Belize                       | 3                | 24. – 26. dubna       |
| Monako                       | 3                | 24. – 26. dubna       |
| Mosambik                     | 3                | 24. – 26. dubna       |
| Portugalsko                  | 3                | 24. – 26. dubna       |
| Kapverdy                     | 2                | 23. – 24. dubna       |
| Malta                        | 2                | 22. a 26. dubna       |
| Jižní Súdán                  | 1                | 25. dubna             |
| Albánie                      | 1                | 26. dubna             |
| Bosna a Hercegovina          | 1                | 26. dubna             |
| Chorvatsko                   | 1                | 26. dubna             |
| Maďarsko                     | 1                | 26. dubna             |
| Litva                        | 1                | 26. dubna             |
| Polsko                       | 1                | 26. dubna             |
| Rumunsko                     | 1                | 26. dubna             |
| Slovensko                    | 1                | 26. dubna             |
| Slovinsko                    | 1                | 26. dubna             |
| Srí Lanka                    | 1                | 26. dubna             |
| Uruguay                      | 1                | 26. dubna             |
| Zambie                       | 1                | 26. dubna             |
| Středoafrická republika      | 1                | 26. dubna             |